# Astral Weeks
Astral Weeks är ett album inspelat av den nordirländske musikern Van Morrison. Albumet släpptes i november 1968. Astral Weeks bemöttes med skepsis av både kritiker och skivköpare, initialt sålde skivan mindre än 20.000 exemplar. Idag räknas "Astral Weeks" till de viktigaste albumen i musikhistorien.

## Spår
alla låtar skrivna av Van Morrison
1. "Astral Weeks" - 7:00
2. "Beside You" - 5:10
3. "Sweet Thing" - 4:10
4. "Cyprus Avenue" - 6:50
5. "The Way Young Lovers Do" - 3:10
6. "Madame George" - 9:25
7. "Ballerina" - 7:00
8. "Slim Slow Slider" - 3:20

## Musiker
- Van Morrison - kompgitarr, keyboard, saxofon, sång
- Jay Berliner - gitarr
- Barry Kornfeld - gitarr på "The Way Young Lovers Do"
- Richard Davis - kontrabas
- Connie Kay - trummor
- John Payne - flöjt, sopransaxofon
- Warren Smith - slagverk, vibraphone